# عامر سعید الشاطری
عامر سعید الشاطری (عربی: عامر سعيد الشاطري؛ زادهٔ ۵ آوریل ۱۹۹۰) یک ورزشکار اهل عمان است.
وی در تیم ملی فوتبال عمان بازی کرده‌است.